# AA Coruripe
Der Associação Atlética Coruripe, in der Regel nur kurz Coruripe genannt, ist ein Fußballverein aus Coruripe im brasilianischen Bundesstaat Alagoas.
Aktuell spielt der Verein in der Staatsmeisterschaft von Alagoas.

## Erfolge
- Staatsmeisterschaft von Alagoas – 2nd Division: 2003
- Torneio Início do Alagoano: 2004
- Staatspokal von Alagoas: 2005, 2007
- Staatsmeisterschaft von Alagoas: 2006, 2007, 2014

## Stadion
Der Verein trägt seine Heimspiele im Estádio Municipal Gerson do Amaral in Coruripe aus. Das Stadion hat ein Fassungsvermögen von 7000 Personen.

## Trainerchronik
Stand: 6. Dezember 2023
| Trainer          | Nation                | von              | bis               |
| ---------------- | --------------------- | ---------------- | ----------------- |
| Gilson Kleina    | Brasilien Deutschland | 13. Mai 2006     | 3. Juli 2006      |
| Lorival Santos   | Brasilien             | 1. Mai 2011      | 31. Dezember 2011 |
| Lorival Santos   | Brasilien             | 1. Juni 2014     | 17. August 2015   |
| Joécio Barbosa   | Brasilien             | 2020             |                   |
| Janio            | Brasilien             | April 2021       | Dezember 2021     |
| Alyson Dantas    | Brasilien             | 1. Januar 2023   | ?                 |
| Roberto de Jesus | Brasilien             | 21. Oktober 2023 |                   |